# Dedê
Leonardo de Deus Santos (Belo Horizonte, 18 april 1978) - alias Dedê - is een Braziliaans voormalig betaald voetballer die doorgaans als linksback speelde. Hij kwam van 1996 tot en met 2014 uit voor Atlético Mineiro, Borussia Dortmund en Eskişehirspor. Dedê maakte in april 2004 voor de eerste en laatste keer deel uit van het Braziliaans voetbalelftal, tegen Hongarije.
Dedê veroverde vrijwel direct na zijn komst naar Duitsland een basisplek bij Borussia Dortmund en speelde daarvoor vervolgens tien seizoenen het merendeel van de wedstrijden. De competitie van het seizoen 2008/09 vormde daarop voor het eerst een uitzondering, doordat hij in augustus 2008 de kruisband in zijn linkerknie scheurde. In de tijd die het herstel hem kostte, miste hij 21 speelrondes. Dedê raakte in november 2009 vervolgens opnieuw geblesseerd aan een knie, ditmaal zijn rechter. Ook hieraan moest hij worden geopereerd.
Dedê werd in het seizoen 2001/02 met Dortmund Duits landskampioen. Vier dagen nadat hij met zijn clubgenoten de kampioensschaal kreeg, was hij basisspeler in de met 3-2 verloren UEFA Cup-finale tegen Feyenoord.

## Clubstatistieken
| Seizoen | Club              | Competitie | Wedstrijden | Doelpunten |
| ------- | ----------------- | ---------- | ----------- | ---------- |
| 1996    | Atlético Mineiro  | Série A    | ?           | ?          |
| 1997    | Atlético Mineiro  | Série A    | ?           | ?          |
| 1998    | Atlético Mineiro  | Série A    | ?           | ?          |
| 1998/99 | Borussia Dortmund | Bundesliga | 29          | 0          |
| 1999/00 | Borussia Dortmund | Bundesliga | 24          | 1          |
| 2000/01 | Borussia Dortmund | Bundesliga | 31          | 3          |
| 2001/02 | Borussia Dortmund | Bundesliga | 28          | 1          |
| 2002/03 | Borussia Dortmund | Bundesliga | 30          | 3          |
| 2003/04 | Borussia Dortmund | Bundesliga | 23          | 2          |
| 2004/05 | Borussia Dortmund | Bundesliga | 33          | 0          |
| 2005/06 | Borussia Dortmund | Bundesliga | 31          | 1          |
| 2006/07 | Borussia Dortmund | Bundesliga | 30          | 0          |
| 2007/08 | Borussia Dortmund | Bundesliga | 30          | 1          |
| 2008/09 | Borussia Dortmund | Bundesliga | 13          | 0          |
| 2009/10 | Borussia Dortmund | Bundesliga | 16          | 0          |
| 2011/12 | Eskişehirspor     | Süper lig  | 38          | 3          |
| 2012/13 | Eskişehirspor     | Süper lig  | 31          | 1          |
| 2013/14 | Eskişehirspor     | Süper lig  | 6           | 0          |